# Racing Club de Huamachuco
Racing Club de Huamachuco es un club de fútbol peruano de la ciudad de Huamachuco en el departamento de La Libertad. Fue fundado en 1946 y actualmente juega en la Copa Perú.

## Historia
Racing Club de Huamachuco fue fundado el 7 de junio de 1946 en la ciudad liberteña de Huamachuco en la casa de la familia Torres-Honores, lugar donde tuvo su sede administrativa por veinte años. 
Durante los primeros años algunos miembros de la familia como Mario Torres Honores –considerado el mejor portero del club por la vox populi– se desempeñaron como futbolistas en el club.

### Personajes históricos

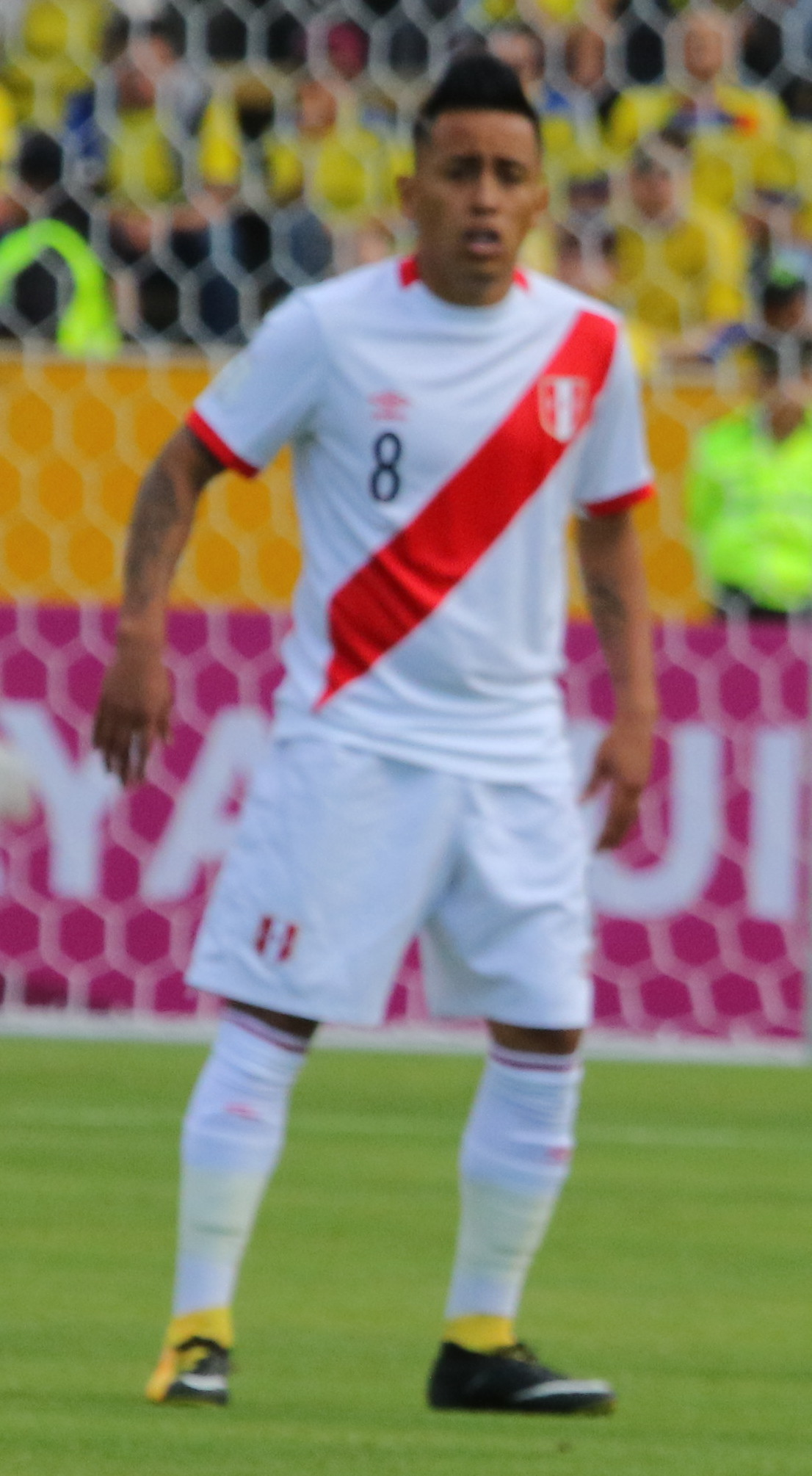
Christian Cueva, internacional con la selección peruana y jugador del FC Krasnodar, jugó por el club en el 2005.

| - Mario Torres Honores «Paloma», portero. - Aníbal Rebaza Barros, delantero. - Emish Benites, futbolista. - Constantino Benítes, director técnico (D. T.). - Ronco Marín, futbolista. - Rodolfo Castillo Jícaro. - Oscar Cornelio Cerna, que llegó a jugar por Universitario. - Pancho Armas, portero. | - Coco Benites, centro delantero. - Óscar Torres Armas, director técnico (D. T.). - Hildejalder Rodríguez, dirigente. - Jacinto Meléndez y Guillermo Rebaza, abogados. - «El Lorito», «El Tóforo», hinchas populares - «Gorda Alicia», hincha más reconocida del club. El plantel completo acudió a su funeral. - Christian Cueva, internacional con la selección peruana y jugador del Al-Fateh SC. |

### Campañas en Copa Perú

#### Edición 2010
En la Copa Perú 2010 eliminó en la zona Ande a Minero Pataz y se clasificó a la semifinal de la Etapa Departamental. En dicha fase enfrentó a Carlos A. Mannucci que tras vencer 4-1 en Trujillo y obtener un empate 0-0 en Quiruvilca eliminó a Racing.

#### Edición 2012
En la primera fase de la zona Ande de la Etapa Departamental, de la Copa Perú 2012, ganó el grupo B y clasificó a la segunda fase junto a Ciclón Santiaguino. Con un marcador global de 4-3 eliminó a Deportivo Municipal de Santiago de Chuco y llegó a la semifinal departamental donde fue eliminado por Carlos A. Mannucci que nuevamente se quedó con el cupo a la Etapa Regional.

#### Edición 2014
Racing ganó el grupo c de la zona Ande en la primera fase de la Etapa Departamental y clasificó nuevamente a la semifinal departamental. Allí enfrentó a Universitario UPAO con el que perdió 2-1 en Trujillo y en el partido de vuelta Racing ganó por 1-0 obteniendo el pase a la Etapa Regional de la Copa Perú 2014 por la regla del gol de visitante. En la Etapa Regional estuvo en el grupo A de la Región II donde fue eliminado en la última fecha por Sport Rosario tras perder por 1-0 en Huaraz.

#### Edición 2015
Clasificó a la Etapa Departamental como campeón provincial y en primera fase ganó el grupo B de la zona Ande. En la siguiente ronda eliminó a Deportivo Llacuabamba y clasificó a la liguilla final. En la última fecha de la liguilla venció por 7-1 a Sporting Tabaco de Cartavio y obtuvo la clasificación a la Etapa Nacional de la Copa Perú 2015. Ya en la etapa Nacional quedó eliminado en Octavos de final por el Deportivo Independiente Miraflores.

#### Edición 2016
En la Copa Perú 2016 el club alcanzó a llegar hasta el cuadrangular final, en el cual disputó el ascenso a Primera División frente a Sport Rosario, Deportivo Hualgayoc y Escuela Municipal Binacional. Los partidos del cuadrangular se jugaron en el Estadio Nacional. Racing ganó su primer partido ante Binacional, luego perdió en la segunda fecha por 4-1 ante Deportivo Hualgayoc y llegó con chances de campeonar a la última fecha. Sin embargo perdió su último partido ante Sport Rosario por 2-1 y terminó en la cuarta posición perdiendo la oportunidad de participar en una división profesional  –Primera o Segunda División–.

#### Edición 2018
En la Copa Perú 2018 logró alcanzar el campeonato departamental de La Libertad, llegando nuevamente a la etapa Nacional en esta etapa logró el puesto 25 final a un puesto de llegar al top 24 y clasificar a la siguiente etapa.

#### Edición 2021
Participó de la Copa Perú 2021 donde fue eliminado en la Fase 1 del torneo por Real Sociedad Chugay con el que empató en la ida 0-0 como visitante y 1-1 como local quedando fuera por la regla del gol de visitante.

#### Edición 2022
En 2022 fue subcampeón distrital y luego campeón provincial clasificando a la Etapa Departamental. En esa etapa fue eliminado en la primera ronda luego de los incidentes ocurridos en el partido ante Ciclón Santiaguino donde ambos equipos fueron castigados por un año de toda competición futbolística.

## Escudo
El escudo del club tiene la forma de un rectángulo de color amarillo que se estrecha en la parte inferior curvándose hasta terminar en un punta; dentro de este existe otro rectángulo de menor tamaño dividido en tres franjas de manera vertical, las franjas de los extremos son de color azul y el centro es rojo. Sobre el rectángulo pequeño se puede leer «Racing 1946» .Por encima del rectángulo grande aparece la imagen de una águila real, la cual se ha convertido con el tiempo en el símbolo del club.

## Uniforme
- Titular: Camiseta azul acero, con franja diagonal roja,  pantalón rojo, medias vino.
- Alternativo: Camiseta Color vino, con franja diagonal roja, short blanco y medias vino.

## Estadio
El estadio en el cual el club juega sus partidos de local en la Copa Perú es el Estadio Municipal de Huamachuco el cual cuenta con una capacidad para 5000 espectadores.

## Entrenadores
- Constantino Benítes
- Óscar Torres Armas
- Eusebio Salazar (2016)
- Eusebio Salazar (2018)
- Luis Cordero (2020-2021)
- César García (2022)
- Jair Yglesias (2023)

## Palmarés

### Títulos regionales
| Competición regional                      | Títulos | Subcampeonatos |
| ----------------------------------------- | --- | -------------- |
| Liga Departamental de La Libertad (3/2)   | 2015, 2016, 2018. | 1981, 2014.    |
| Liga Provincial de Sánchez Carrión (31/0) | 1947, 1949, 1953, 1956, 1960, 1962, 1966, 1970, 1973, 1974, 1976, 1977, 1978, 1982, 1984, 1985, 1986, 1987, 1993, 1996, 2001, 2003, 2006, 2008, 2010, 2012, 2013, 2014, 2015, 2018, 2022. (Récord) |                |
| Liga Distrital de Huamachuco (2/0)        | 2018, 2022. |                |